# フアン・ゴメス・ゴンサレス
フアニートことフアン・ゴメス・ゴンサレス（Juan Gómez González "Juanito"、1954年11月10日 - 1992年4月2日）は、スペイン・フエンヒローラ出身のサッカー選手。スペイン代表。ポジションはFW。
現役時代はレアル・マドリードで10年間プレー。背番号7を背負い、284試合に出場して84得点を挙げた。スペイン代表では6年間で34キャップを数え、1978 FIFAワールドカップ、1982 FIFAワールドカップにも出場した。

## 略歴
5人兄弟の長男として産まれたフアニートはUDフエンヒローラのユースで育ち、年齢を詐称してフベニール（15-18歳）のチームでプレー。13歳でアトレティコ・マドリードユースに加入し、15歳の誕生日の日にフベニールデビューした。その後もクラブ、代表のユースで活躍したが、アトレティコ・マドリードBチームの監督が変わったことにより戦力外となる。クラブはカルボ・ソテロへのレンタル移籍を提案したが、それに不満を持ったフアニートはフエンヒローラの実家へと帰ってしまった。その出来事がきっかけとなり、トップチームの監督であるマックス・メルケルによってプロ契約を行った。
しかし、プロ初シーズンとなる1972-73シーズンのSLベンフィカ戦で脛骨、腓骨を骨折。完治後はメルケルに変わって指揮を執っていたフアン・カルロス・ロレンソとは衝突を繰り返し、ブルゴスCFへとレンタル移籍された。移籍後初シーズンではピッチ内外で荒れたが、翌年に完全移籍した後はセグンダ・ディビシオン優勝に貢献する活躍を見せ、1976年にはモントリオールオリンピックでもプレー。1976-77シーズンにはドン・バロン・アワードの最優秀スペイン人選手に選ばれた。その活躍によって古巣であるアトレティコ・マドリードをはじめ、同じくマドリードに本拠地を置くレアル・マドリードやFCバルセロナのスペイン3大クラブと呼ばれる3クラブが獲得に乗り出した。1976年11月、契約金2700万ペセタでレアル・マドリードに移籍。
5月27日のアトラス・グアダラハラ戦でデビュー。2日後のUNAMプーマス戦では初ゴールも挙げた。レアル・マドリードでは5度のプリメーラ・ディビシオンや2度のコパ・デル・レイ、2度のUEFAカップなどを獲得。1983-84シーズンには17得点を記録してホルヘ・ダ・シルバと共にピチーチ賞に輝いた。1986-87シーズンのUEFAカップ準決勝では、ジュゼッペ・メアッツァでの1stレグインテル戦での敗戦後、「ベルナベウでの90分はとても長い」とイタリア語で発言してチームを鼓舞。その後、2ndレグで逆転し、決勝に進出した。
一方、1978-79シーズンのチャンピオンズカップ、グラスホッパー・クラブ・チューリッヒ戦では、敗退決定後に主審に襲いかかり、2年間の国際大会出場禁止が言い渡された。また、1986-87シーズンのUEFAカップ準決勝バイエルン・ミュンヘン戦でローター・マテウスの背中を踏むなどの行為を行い、5年間の国際大会出場禁止が言い渡された。これがきっかけの一つとなり、10年間所属したレアル・マドリードを退団することとなった。1987年にCDマラガへと移籍し、1990年にレアル・ハエンでキャリアを終えた。
引退後、1991-1992シーズン途中までメリダUDの指揮を執った。1992年4月2日、マルティン・バスケスのレアル・マドリード凱旋試合となるUEFAカップ準決勝トリノ戦観戦後、愛車プジョー・405で帰宅途中にトラックと事故を起こし死去。

## その後
レアル・マドリードのサンティアゴ・ベルナベウでの試合では、フアニートの背番号7から7分に「イジャ・イジャ・イジャ! フアニート・マラビージャ!（¡ Illa, illa, illa, Juanito maravilla!）」というコールが行われる。
前述の「ベルナベウでの90分はとても長い」という言葉は、今でもレアル・マドリードの逆境時の合言葉となっている。

## 獲得タイトル

### チームタイトル
- プリメーラ・ディビシオン：1977–78, 1978–79, 1979–80, 1985–86, 1986–87
- コパ・デル・レイ：1979–80, 1981–82
- コパ・デ・ラ・リーガ：1984-85
- UEFAカップ：1984-85, 1985-86

### 個人タイトル
- 最優秀スペイン人選手：1977
- ピチーチ賞：1984